# Marginaleyrodes ixorae
Marginaleyrodes ixorae là một loài côn trùng cánh nửa trong họ Aleyrodidae, phân họ Aleyrodinae.
Marginaleyrodes ixorae được Takahashi miêu tả khoa học đầu tiên năm 1961.